# Dung Thành
Dung Thành (chữ Hán giản thể: 容城县, âm Hán Việt: Dung Thành huyện) là một huyện thuộc địa cấp thị Bảo Định, tỉnh Hà Bắc, Cộng hòa Nhân dân Trung Hoa. Huyện này có diện tích 311 ki-lô-mét vuông, dân số năm 1999 là 242.618 người. Mã số bưu chính là 071700. Chính quyền huyện đóng ở trấn Dung Thành. Về mặt hành chính, huyện Dung Thành được chia thành 4 trấn, 4 hương. 
- Trấn: Dung Thành, Nam Trương, Trương Thị, Tiểu Lý.
- Hương: Bình Vương, Cổ Quang, Cảnh Mã Đài, Bát Vu.